# 小力加布龍屬
小力加布龍屬（學名：Ligabueino）意為「力加布的小東西」，是阿貝力龍超科恐龍的一屬，生存於白堊紀的阿根廷巴塔哥尼亞。
屬名是以義大利醫生力加布（Giancario Ligabue）命名。小力加布龍是體型最小的阿貝力龍超科，也是最小型的獸腳亞目恐龍之一，只有70公分長。根據脊椎的癒合狀況，這個化石是個未成年個體；而最初新聞報導是發現成年個體。小力加布龍曾被歸類於西北阿根廷龍科，但化石過於破碎，無法確定是否屬於西北阿根廷龍科。在2011的一項研究，提出小力加布龍只能確定屬於阿貝力龍超科，無法做進一步的分類。
小力加布龍的化石破碎，包括：股骨、腸骨、恥骨、趾骨，以及頸椎、背椎及尾椎的神經弓。